# Paris–Roubaix 1897

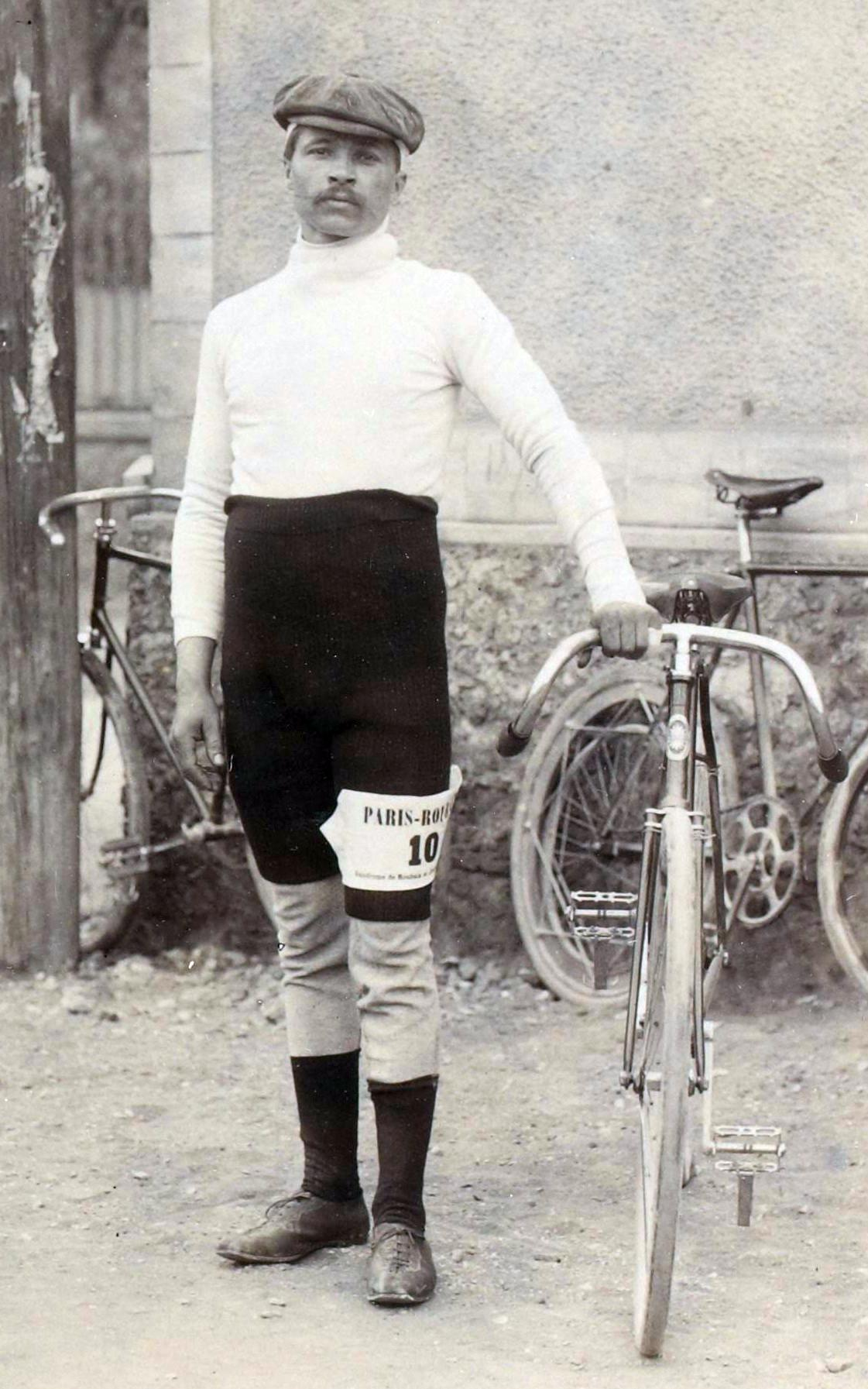
Maurice Garin

Das Eintagesrennen Paris–Roubaix 1897 war die zweite Austragung des Radsportklassikers und fand am Sonntag, den 18. April 1897, statt.
Das Rennen ging über 280 Kilometer. 32 Profi-Radrennfahrer und 26 Amateure waren am Start. Der Sieger Maurice Garin, der 1903 die erste Tour de France gewann, absolvierte das Rennen mit einer Durchschnittsgeschwindigkeit von 28,124 Kilometern pro Stunde.
Am Start in Paris waren die Straßen nass, doch wenig später kam die Sonne heraus. Die beiden führenden Fahrer, der Franzose Garin und der Niederländer  Mathieu Cordang fuhren gemeinsam in das Vélodrome roubaisien ein, aber Cordang stürzte. Er stieg wieder auf sein Rad und kam innerhalb der sechs Runden, die noch auf der Radrennbahn zu absolvieren waren, auf zwei Meter an Garin heran, der schließlich doch das Rennen für sich entscheiden konnte.